# Cosmia magna
Cosmia magna là một loài bướm đêm trong họ Noctuidae.